# فرانتس یوزف ولففرام
فرانتس یوزف ولففرام (انگلیسی: Franz-Josef Wolfframm; ۲۲ اکتبر ۱۹۳۴ – ۳ ژوئیهٔ ۲۰۱۵) بازیکن فوتبال اهل آلمان بود.
از باشگاه‌هایی که در آن بازی کرده‌است می‌توان به باشگاه فوتبال بایر ۰۴ لورکوزن و باشگاه فوتبال فورتونا دوسلدورف اشاره کرد.